# Sant Martí de l'Esparra
Sant Martí de l'Esparra és una església parroquial de Riudarenes (Selva) inclosa a l'Inventari del Patrimoni Arquitectònic de Catalunya. En concret, està situada al nucli de l'Esparra. És a 6 kilòmetres de la població de Riudarenes i a 220 metres d'altitud, Originàriament d'estil romànic, està documentada des de l'any 1169 com a possessió del monestir de Sant Pere Cercada. L'edifici actual és del segle xviii.
És un edifici molt auster exteriorment, de planta quadrada, amb finestres ogivals, porta d'arc carpanell. A la banda dreta de la façana hi ha el campanar de torre, de planta quadrada. De l'antiga construcció romànica, que tenia una orientació diferent, en resten tan sols alguns vestigis, com un capitell ornat amb motius florals i l'antic altar.

## Descripció
Està situada a 6 km de Riudarenes i a 220 metres d'altitud, dins del nucli de l'Esparra. Es tracta d'una església sense massa interès arquitectònic. L'edifici actual és del segle xviii de planta rectangular, amb porta principal emmarcada amb pedra i arc carpanell, obertures ogivals amb vitralls senzills de colors i campanar de planta cuadrada amb vessants. Es troba en força mal estat, les obertures estan mig tapiades amb rajol.
L'interior de l'Església és d'una sola nau, s'aprecien els tirants de ferro que sostenen l'estructura. La nau central no té volta, la coberta és plana i revestida de guix, amb tres capelles a cada costat a les quals s'hi accedeix per arcs apuntats i pilars de fust estriat. Per damunt de la nau, abans d'arribar al sostre, una cornisa envolta la sala. Al costat dret de l'altar hi ha la sagristia. L'església també té un cor, damunt de la porta d'entrada, amb barana de fusta, que s'hi accedeix a través d'una escala i porta un arc ogival, enfront d'aquesta una d'igual dona accés al campanar. El terra de l'edifici és revestit de peces de tova i làpides de pedra amb inscripcions, que es conserven al bell mig de l'església.

## Història
Documentada l’any 1169 com a possessió del monestir de Sant Pere de Cercada. L'església conserva tres làpides funeràries amb les seves inscripcions al bell mig de la nau, situades a lloc de pas obligat per arribar a l'altar. Hi reposen: Joan Pons, rector de l'Esparra mort el 02/09/1717; Félix [Llirin]ó, rector de l'Esparra que morí l'11/12/1717; i Celoni Suma, rector, que morí el 05/10/1795. L'església tenia retaules que van ser cremats durant la Guerra Civil.
Segons les restes trobades, existia una església romànica, però orientada de diferent manera, la nau era transversal a l'actual, que es construí en els segles XVII-XVIII. Mossèn Pius Gispert-Sauch, rector de l'Esparra i capellà de les religioses del Santíssim Cor de Maria de Santa Coloma de Darners, el 1942 va fer diverses millores a la parròquia. El 1944 va arranjar la teulada de l'església per un cost de 1600 ptes. El 1950 va arreglar la pica baptismal i el 1951 va fer algunes obres a la rectoria. El desembre de 1960 va fer nova la instal·lació elèctrica de l'església, obra del lampista riudarenenc Vicenç Oliveras, que va costar 1805,40 ptes. L'any 1929 va caure la volta interior de l'Església i es va refer posant un encanyissat sense arreglar les voltes que hi havia.
Durant el temporal Glòria de gener de 2020 el campanar de l'església va patir un esfondrament atribuït als afectes del temporal i al mal estat de conservació en el qual l'edifici l'edificació es trobava.